# Talang Baru (Malin Deman)
Talang Baru is een bestuurslaag in het regentschap Muko-Muko van de provincie Bengkulu, Indonesië. Talang Baru telt 1021 inwoners (volkstelling 2010).